# TER Midi-Pyrénées
A TER Midi-Pyrénées egy regionális vasúthálózat Franciaországban, a Midi-Pyrénées régióban, melyet az SNCF üzemeltet. Az 1500 km-es hálózaton naponta kb. 330 vonat 30 ezer utast szállít el. A hálózat központja Gare de Toulouse-Matabiau.

## Hálózat

### Vasút
| Járat                                   | Útvonal | Gyakoriság | Megjegyzés |
| --------------------------------------- | --- | --- | ---------- |
| 2                                       | Toulouse-Matabiau - Montrabé† - Gragnague† - Montastruc-la-Conseillère† - Roqueserière-Buzet† - Saint-Sulpice-sur-Tarn - Rabastens-Couffouleux - Lisle-sur-Tarn† - Gaillac - Tessonnières† - Marssac-sur-Tarn† - Albi-Ville - Albi-Madeleine - Carmaux - Naucelle - Baraqueville - Luc-Primaube - Rodez                                                                                | 8x naponta Toulouse–Rodez között, 7x naponta Toulouse–Carmaux között, 2x naponta Toulouse–Albi-Ville között                                                                                        |            |
| 3                                       | Toulouse-Matabiau - Saint-Sulpice-sur-Tarn - Lisle-sur-Tarn - Gaillac - Cordes-Vindrac - Lexos - Laguépie - Najac - Villefranche-de-Rouergue - Salles-Courbatiès - Capdenac - Figeac - Bagnac - Maurs - Boisset† - Le Rouget - Pers† - Lacapelle-Viescamp† - Viescamp-sous-Jallès† - Ytrac† - Aurillac                                                                                 | 3x naponta Toulouse–Aurillac között, 3x naponta Toulouse–Figeac között, 1x naponta Capdenac–Aurillac között, 1x naponta Figeac–Aurillac között                                                     |            |
| 5                                       | Brive-la-Gaillarde - Turenne† - Les Quatre Routes† - Saint-Denis-près-Martel - Rocamadour-Padirac - Gramat - Assier - Figeac - Capdenac - Viviez-Decazeville - Aubin† - Cransac† - Saint-Christophe - Rodez | 6x naponta Brive-la-Gaillarde–Rodez között, 1x naponta Brive-la-Gaillarde–Capdenac között, 1x naponta Figeac–Rodez között                                                                          |            |
| 6                                       | Rodez - Laissac - Sévérac-le-Château - Millau | 3x naponta |            |
| 14                                      | Brive-la-Gaillarde - Gignac-Cressensac† - Souillac - Gourdon - Dégagnac† - Cahors - Lalbenque-Fontanes† - Caussade - Albias† - Montauban-Ville-Bourbon - Montbartier† - Dieupentale† - Grisolles† - Castelnau-d’Estrétefonds† - Saint-Jory† - Lacourtensourt† - Toulouse-Matabiau | 3x naponta Brive-la-Gaillarde–Toulouse között, 1x naponta Brive-la-Gaillarde–Cahors között, 2x naponta Cahors–Toulouse között                                                                      |            |
| 15                                      | Montauban-Ville-Bourbon - Montbartier† - Dieupentale† - Grisolles - Castelnau-d’Estrétefonds - Saint-Jory - Fenouillet-Saint-Alban† - Lacourtensourt† - Lalande-Église† - Route-de-Launaguet† - Toulouse-Matabiau | 7x naponta Montauban–Toulouse között, 2x naponta Fenouillet-Saint-Alban–Toulouse között, lásd még 14-es és 16-os vonal                                                                             |            |
| 16                                      | Agen - Saint-Nicolas-Saint-Romain† - Lamagistère† - Valence-d’Agen - Pommevic† - Malause† - Moissac - Castelsarrasin - La Ville-Dieu† - Montauban-Ville-Bourbon - Montbartier† - Dieupentale† - Grisolles† - Castelnau-d’Estrétefonds† - Saint-Jory† - Lacourtensourt† - Toulouse-Matabiau                                                                                             | 7x naponta Agen–Toulouse között, 1x naponta Agen–Montauban között, néhány vonat továbbmegy Bordeaux felé (lásd TER Aquitaine) vagy Castelnaudary (lásd 20-as vonal)                                |            |
| 17                                      | Toulouse-Matabiau - Montrabé† - Montastruc-la-Conseillère† - Saint-Sulpice-sur-Tarn - Les Cauquillous† - Lavaur - Damiatte-Saint-Paul - Vielmur-sur-Agout - Castres - Labruguière - Mazamet | 10x naponta Toulouse–Mazamet között, 1x naponta Toulouse–Castres között |            |
| 20                                      | Toulouse-Matabiau - Montaudran† - Labège-Innopole - Labège-Village† - Escalquens - Montlaur† - Baziège - Villenouvelle† - Villefranche-de-Lauragais - Avignonet† - Castelnaudary - Bram - Carcassonne | 8x naponta Toulouse–Carcassonne között, 2x naponta Toulouse–Castelnaudary között, néhány vonat továbbmegy Narbonne felé (lásd TER Languedoc-Roussillon) vagy Agen (lásd 16-os vonal)               |            |
| 21                                      | Toulouse-Matabiau - Toulouse-Saint-Agne - Gallieni-Cancéropôle† - Toulouse-Saint-Cyprien-Arènes - Lardenne† - Colomiers - Colomiers-Lycée International - Pibrac - Brax-Léguevin - Mérenvielle† - L’Isle-Jourdain - Gimont-Cahuzac - Aubiet - Auch | 9x naponta Toulouse–Auch között, 11x naponta Toulouse–L’Isle-Jourdain között |            |
| 22                                      | Toulouse-Matabiau - Toulouse-Saint-Agne - Portet-Saint-Simon - Pins-Justaret† - Venerque-le-Vernet† - Auterive - Cintegabelle - Saverdun - Le Vernet-d’Ariège - Pamiers - Varilhes† - Saint-Jean-de-Verges† - Foix - Tarascon-sur-Ariège - Les Cabannes - Luzenac-Garanou - Ax-les-Thermes - Mérens-les-Vals - L’Hospitalet-près-l’Andorre - Porté-Puymorens - Latour-de-Carol-Enveitg | 5x naponta Toulouse–Latour-de-Carol között, 4x naponta Toulouse–Ax-les-Thermes között, 5x naponta Toulouse–Foix között, 1x naponta Toulouse–Pamiers között                                         |            |
| 24                                      | Toulouse-Matabiau - Toulouse-Saint-Agne - Portet-Saint-Simon† - Muret - Le Fauga† - Longages-Noé† - Carbonne† - Cazères-sur-Garonne† - Martres-Tolosane† - Boussens - Saint-Martory† - Lestelle† - Labarthe-Inard† - Saint-Gaudens - Montréjeau-Gourdan-Polignan - Lannemezan - Capvern† - Tournay - Tarbes - Ossun - Lourdes - Coarraze-Nay - Pau                                     | 3x naponta Toulouse–Pau között, 1x naponta Toulouse–Lourdes között, 5x naponta Toulouse–Tarbes között, 5x naponta Toulouse–Montréjeau-Gourdan-Polignan között, 1x naponta Toulouse–Boussens között |            |
| 26                                      | Montréjeau-Gourdan-Polignan - Loures-Barbazan - Saléchan-Siradan - Marignac-Saint-Béat - Luchon | 1x naponta Toulouse–Montréjeau–Luchon között, lásd a 24-es vonal Toulouse–Montréjeau közötti részét                                                                                                |            |
| 38                                      | Brive-la-Gaillarde ... Aurillac (lásd TER Auvergne line 21 for details) | |            |
| † Nem minden vonat áll meg az állomáson | | |            |

### Közút
- Rodez - Millau
- Millau - Saint-Affrique
- Villefranche-de-Rouergue - Decazeville
- Capdenac - Decazeville
- Souillac - Saint-Denis-lès-Martel
- Montauban - Albi
- Cahors - Figeac - Capdenac
- Cahors - Fumel - Monsempron-Libos
- Mazamet - Saint-Pons-de-Thomières
- Castelnaudary - Revel - Sorèze
- Boussens - Saint-Girons - Aulus-les-Bains - Guzet
- Lourdes - Argelès-Gazost - Pierrefitte-Nestalas - Cauterets
- Pierrefitte-Nestalas - Luz-Saint-Sauveur - Barèges
- Tarbes - Lannemezan - Arreau - Saint-Lary-Soulan - Piau-Engaly
- Tarbes - Bagnères-de-Bigorre - La Mongie
- Tarbes - Mont-de-Marsan - Dax
- Tarbes - Miélan - Auch
- Auch - Fleurance - Lectoure - Agen
- Muret - Longages - Saint-Sulpice-sur-Lèze

## Állomások
| Név                                      | Ország        | Közigazgatási egység                         | Vasútvonal | Szolgáltatások | Kép |
| ---------------------------------------- | ------------- | -------------------------------------------- | --- | --- | --- |
| Gare de Baraqueville - Carcenac-Peyralès | Franciaország | Baraqueville                                 | Castelnaudary–Rodez-vasútvonal                                                                                      | TER Midi-Pyrénées |     |
| Gare de Baziège                          | Franciaország | Baziège                                      | Bordeaux–Sète-vasútvonal                                                                                            | TER Midi-Pyrénées |     |
| Gare de Boussens                         | Franciaország | Boussens                                     | Toulouse–Bayonne-vasútvonal                                                                                         | Intercités TER Midi-Pyrénées                                                                                                   |     |
| Gare de Brax - Léguevin                  | Franciaország | Brax                                         | Saint-Agne–Auch-vasútvonal                                                                                          | TER Midi-Pyrénées |     |
| Gare de Brive-la-Gaillarde               | Franciaország | Brive-la-Gaillarde                           | Orléans–Montauban-vasútvonal Coutras-Tulle-vasútvonal Brive-la-Gaillarde–Toulouse-vasútvonal Brive-Nexon-vasútvonal | TER Aquitaine TGV Intercités TER Auvergne TER Midi-Pyrénées TER Limousin                                                       |     |
| Gare de Bétaille                         | Franciaország | Bétaille                                     | Souillac-Viescamp-sous-Jallès-vasútvonal                                                                            | TER Auvergne TER Midi-Pyrénées                                                                                                 |     |
| Gare de Capvern                          | Franciaország | Capvern                                      | Toulouse–Bayonne-vasútvonal                                                                                         | TER Midi-Pyrénées |     |
| Gare de Carbonne                         | Franciaország | Carbonne                                     | Toulouse–Bayonne-vasútvonal                                                                                         | Intercités TER Midi-Pyrénées                                                                                                   |     |
| Gare de Castelnau-d'Estrétefonds         | Franciaország | Castelnau-d’Estrétefonds                     | Bordeaux–Sète-vasútvonal                                                                                            | TER Midi-Pyrénées |     |
| Gare de Castelsarrasin                   | Franciaország | Castelsarrasin                               | Bordeaux–Sète-vasútvonal                                                                                            | TER Midi-Pyrénées |     |
| Gare de Caussade                         | Franciaország | Caussade                                     | Orléans–Montauban-vasútvonal                                                                                        | TER Midi-Pyrénées |     |
| Gare de Cazères-sur-Garonne              | Franciaország | Cazères                                      | Toulouse–Bayonne-vasútvonal                                                                                         | TER Midi-Pyrénées |     |
| Gare de Cintegabelle                     | Franciaország | Cintegabelle                                 | Portet-Saint-Simon–Puigcerdà-vasútvonal                                                                             | TER Midi-Pyrénées |     |
| Gare de Coarraze - Nay                   | Franciaország | Coarraze                                     | Toulouse–Bayonne-vasútvonal                                                                                         | TER Nouvelle-Aquitaine TER Midi-Pyrénées                                                                                       |     |
| Gare de Collioure                        | Franciaország | Collioure                                    | Narbonne–Portbou-vasútvonal                                                                                         | TER Midi-Pyrénées TER Languedoc-Roussillon                                                                                     |     |
| Gare de Colomiers                        | Franciaország | Colomiers                                    | Saint-Agne–Auch-vasútvonal                                                                                          | TER Midi-Pyrénées |     |
| Gare de Colomiers-Lycée International    | Franciaország | Colomiers                                    | Saint-Agne–Auch-vasútvonal                                                                                          | TER Midi-Pyrénées |     |
| Gare de Cordes - Vindrac                 | Franciaország | Vindrac-Alayrac                              | Brive-la-Gaillarde–Toulouse-vasútvonal                                                                              | TER Midi-Pyrénées |     |
| Gare de Damiatte - Saint-Paul            | Franciaország | Damiatte                                     | Montauban-Ville-Bourbon-La Crémade-vasútvonal                                                                       | TER Midi-Pyrénées |     |
| Gare de Dieupentale                      | Franciaország | Dieupentale                                  | Bordeaux–Sète-vasútvonal                                                                                            | TER Midi-Pyrénées TER Occitanie                                                                                                |     |
| Gare de Dégagnac                         | Franciaország | Dégagnac                                     | Orléans–Montauban-vasútvonal                                                                                        | TER Midi-Pyrénées |     |
| Gare de Fenouillet-Saint-Alban           | Franciaország | Saint-Alban                                  | Bordeaux–Sète-vasútvonal                                                                                            | TER Midi-Pyrénées |     |
| Gare de Gaillac                          | Franciaország | Gaillac                                      | Brive-la-Gaillarde–Toulouse-vasútvonal                                                                              | TER Midi-Pyrénées |     |
| Gare de Gallieni-Cancéropôle             | Franciaország | Toulouse                                     | Saint-Agne–Auch-vasútvonal                                                                                          | TER Midi-Pyrénées |     |
| Gare de Gignac-Cressensac                | Franciaország | Gignac                                       | Orléans–Montauban-vasútvonal                                                                                        | TER Midi-Pyrénées |     |
| Gare de Gimont-Cahuzac                   | Franciaország | Gimont                                       | Saint-Agne–Auch-vasútvonal                                                                                          | TER Midi-Pyrénées |     |
| Gare de Golfech                          | Franciaország | Golfech                                      | Bordeaux–Sète-vasútvonal                                                                                            | TER Midi-Pyrénées |     |
| Gare de Gragnague                        | Franciaország | Gragnague                                    | Brive-la-Gaillarde–Toulouse-vasútvonal                                                                              | TER Midi-Pyrénées |     |
| Gare de Gramat                           | Franciaország | Gramat                                       | Brive-la-Gaillarde–Toulouse-vasútvonal                                                                              | Intercités TER Midi-Pyrénées                                                                                                   |     |
| Gare de Grisolles                        | Franciaország | Grisolles                                    | Bordeaux–Sète-vasútvonal                                                                                            | TER Midi-Pyrénées |     |
| Gare de L'Isle-Jourdain                  | Franciaország | L’Isle-Jourdain                              | Saint-Agne–Auch-vasútvonal                                                                                          | TER Midi-Pyrénées |     |
| Gare de La Ville-Dieu                    | Franciaország | La Ville-Dieu-du-Temple                      | Bordeaux–Sète-vasútvonal                                                                                            | TER Midi-Pyrénées |     |
| Gare de Labarthe-Inard                   | Franciaország | Labarthe-Inard                               | Toulouse–Bayonne-vasútvonal                                                                                         | TER Midi-Pyrénées |     |
| Gare de Labruguière                      | Franciaország | Labruguière                                  | Castres-Bédarieux-vasútvonal                                                                                        | TER Midi-Pyrénées |     |
| Gare de Labège-Innopole                  | Franciaország | Labège                                       | Bordeaux–Sète-vasútvonal                                                                                            | TER Midi-Pyrénées |     |
| Gare de Lacourtensourt                   | Franciaország | Aucamville Toulouse                          | Bordeaux–Sète-vasútvonal                                                                                            | TER Midi-Pyrénées |     |
| Gare de Laguépie                         | Franciaország | Laguépie                                     | Brive-la-Gaillarde–Toulouse-vasútvonal                                                                              | TER Midi-Pyrénées |     |
| Gare de Lalbenque - Fontanes             | Franciaország | Lalbenque                                    | Orléans–Montauban-vasútvonal                                                                                        | TER Midi-Pyrénées |     |
| Gare de Lamagistère                      | Franciaország | Lamagistère                                  | Bordeaux–Sète-vasútvonal                                                                                            | TER Midi-Pyrénées |     |
| Gare de Lannemezan                       | Franciaország | Lannemezan                                   | Toulouse–Bayonne-vasútvonal                                                                                         | Intercités TER Midi-Pyrénées                                                                                                   |     |
| Gare de Lardenne                         | Franciaország | Toulouse                                     | Saint-Agne–Auch-vasútvonal                                                                                          | TER Midi-Pyrénées |     |
| Gare de Lavaur                           | Franciaország | Lavaur                                       | Montauban-Ville-Bourbon-La Crémade-vasútvonal                                                                       | TER Midi-Pyrénées |     |
| Gare de Lestelle                         | Franciaország | Lestelle-de-Saint-Martory                    | Toulouse–Bayonne-vasútvonal                                                                                         | TER Midi-Pyrénées |     |
| Gare de Leucate-La Franqui               | Franciaország | Leucate                                      | Narbonne–Portbou-vasútvonal                                                                                         | TER Midi-Pyrénées TER Languedoc-Roussillon                                                                                     |     |
| Gare de Lexos                            | Franciaország | Varen                                        | Brive-la-Gaillarde–Toulouse-vasútvonal                                                                              | TER Midi-Pyrénées |     |
| Gare de Lisle-sur-Tarn                   | Franciaország | Lisle-sur-Tarn                               | Brive-la-Gaillarde–Toulouse-vasútvonal                                                                              | TER Midi-Pyrénées |     |
| Gare de Longages-Noé                     | Franciaország | Longages                                     | Toulouse–Bayonne-vasútvonal                                                                                         | TER Midi-Pyrénées |     |
| Gare de Luzenac - Garanou                | Franciaország | Luzenac                                      | Portet-Saint-Simon–Puigcerdà-vasútvonal                                                                             | TER Midi-Pyrénées |     |
| Gare de Malause                          | Franciaország | Malause                                      | Bordeaux–Sète-vasútvonal                                                                                            | TER Midi-Pyrénées |     |
| Gare de Marssac-sur-Tarn                 | Franciaország | Marssac-sur-Tarn                             | Tessonnières-Albi-vasútvonal                                                                                        | TER Midi-Pyrénées |     |
| Gare de Martres-Tolosane                 | Franciaország | Martres-Tolosane                             | Toulouse–Bayonne-vasútvonal                                                                                         | TER Midi-Pyrénées |     |
| Gare de Massiac                          | Franciaország | Massiac                                      | Figeac–Arvant-vasútvonal                                                                                            | TER Auvergne TER Midi-Pyrénées                                                                                                 |     |
| Gare de Mazamet                          | Franciaország | Mazamet                                      | Castres-Bédarieux-vasútvonal                                                                                        | TER Midi-Pyrénées |     |
| Gare de Moissac                          | Franciaország | Moissac                                      | Bordeaux–Sète-vasútvonal                                                                                            | TER Midi-Pyrénées |     |
| Gare de Montastruc-la-Conseillère        | Franciaország | Montastruc-la-Conseillère                    | Brive-la-Gaillarde–Toulouse-vasútvonal                                                                              | TER Midi-Pyrénées |     |
| Gare de Montbartier                      | Franciaország | Montbartier                                  | Bordeaux–Sète-vasútvonal                                                                                            | TER Midi-Pyrénées |     |
| Gare de Montlaur                         | Franciaország | Montlaur                                     | Bordeaux–Sète-vasútvonal                                                                                            | TER Midi-Pyrénées |     |
| Gare de Montpellier-Saint-Roch           | Franciaország | Montpellier                                  | Tarascon–Sète-Ville-vasútvonal Paulhan-Montpellier-vasútvonal                                                       | TGV Intercités Ouigo Alta Velocidad Española TER Provence-Alpes-Côte-d’Azur TER Midi-Pyrénées TER Languedoc-Roussillon Elipsos |     |
| Gare de Montrabé                         | Franciaország | Montrabé                                     | Brive-la-Gaillarde–Toulouse-vasútvonal                                                                              | TER Midi-Pyrénées |     |
| Gare de Murat                            | Franciaország | Murat                                        | Figeac–Arvant-vasútvonal                                                                                            | TER Auvergne TER Midi-Pyrénées                                                                                                 |     |
| Gare de Muret                            | Franciaország | Muret                                        | Toulouse–Bayonne-vasútvonal                                                                                         | Intercités TER Midi-Pyrénées                                                                                                   |     |
| Gare de Mérens-les-Vals                  | Franciaország | Mérens-les-Vals                              | Portet-Saint-Simon–Puigcerdà-vasútvonal                                                                             | Intercités TER Midi-Pyrénées                                                                                                   |     |
| Gare de Mérenvielle                      | Franciaország | Mérenvielle                                  | Saint-Agne–Auch-vasútvonal                                                                                          | TER Midi-Pyrénées |     |
| Gare de Najac                            | Franciaország | Najac                                        | Brive-la-Gaillarde–Toulouse-vasútvonal                                                                              | TER Midi-Pyrénées |     |
| Gare de Naucelle                         | Franciaország | Naucelle                                     | Castelnaudary–Rodez-vasútvonal                                                                                      | TER Midi-Pyrénées |     |
| Gare de Neussargues                      | Franciaország | Neussargues-Moissac Neussargues en Pinatelle | Béziers-Neussargues-vasútvonal                                                                                      | TER Auvergne TER Midi-Pyrénées                                                                                                 |     |
| Gare de Pamiers                          | Franciaország | Pamiers                                      | Portet-Saint-Simon–Puigcerdà-vasútvonal Ligne de Pamiers à Limoux                                                   | Intercités TER Midi-Pyrénées                                                                                                   |     |
| Gare de Pers                             | Franciaország | Pers Le Rouget-Pers                          | Figeac–Arvant-vasútvonal                                                                                            | TER Auvergne TER Midi-Pyrénées                                                                                                 |     |
| Gare de Pibrac                           | Franciaország | Pibrac                                       | Saint-Agne–Auch-vasútvonal                                                                                          | TER Midi-Pyrénées |     |
| Gare de Pins-Justaret                    | Franciaország | Pins-Justaret                                | Portet-Saint-Simon–Puigcerdà-vasútvonal                                                                             | TER Midi-Pyrénées |     |
| Gare de Pommevic                         | Franciaország | Pommevic                                     | Bordeaux–Sète-vasútvonal                                                                                            | TER Midi-Pyrénées |     |
| Gare de Port-Vendres-Ville               | Franciaország | Port-Vendres                                 | Narbonne–Portbou-vasútvonal                                                                                         | TER Midi-Pyrénées TER Languedoc-Roussillon                                                                                     |     |
| Gare de Port-la-Nouvelle                 | Franciaország | Port-la-Nouvelle                             | Narbonne–Portbou-vasútvonal                                                                                         | TER Midi-Pyrénées TER Languedoc-Roussillon                                                                                     |     |
| Gare de Portet-Saint-Simon               | Franciaország | Portet-sur-Garonne                           | Toulouse–Bayonne-vasútvonal                                                                                         | TER Midi-Pyrénées |     |
| Gare de Porté-Puymorens                  | Franciaország | Porta                                        | Portet-Saint-Simon–Puigcerdà-vasútvonal                                                                             | Intercités TER Midi-Pyrénées                                                                                                   |     |
| Gare de Puybrun                          | Franciaország | Puybrun                                      | Souillac-Viescamp-sous-Jallès-vasútvonal                                                                            | TER Auvergne TER Midi-Pyrénées                                                                                                 |     |
| Gare de Rabastens - Couffouleux          | Franciaország | Coufouleux                                   | Brive-la-Gaillarde–Toulouse-vasútvonal                                                                              | TER Midi-Pyrénées |     |
| Gare de Rivesaltes                       | Franciaország | Rivesaltes                                   | Narbonne–Portbou-vasútvonal Carcassonne-Rivesaltes-vasútvonal                                                       | TER Midi-Pyrénées TER Languedoc-Roussillon                                                                                     |     |
| Gare de Rocamadour - Padirac             | Franciaország | Rocamadour                                   | Brive-la-Gaillarde–Toulouse-vasútvonal                                                                              | TER Midi-Pyrénées |     |
| Gare de Roquesérière                     | Franciaország | Buzet-sur-Tarn                               | Brive-la-Gaillarde–Toulouse-vasútvonal                                                                              | TER Midi-Pyrénées |     |
| Gare de Saint-Denis-près-Martel          | Franciaország | Saint-Denis-lès-Martel                       | Brive-la-Gaillarde–Toulouse-vasútvonal                                                                              | Intercités TER Auvergne TER Midi-Pyrénées                                                                                      |     |
| Gare de Saint-Georges-de-Luzençon        | Franciaország | Saint-Georges-de-Luzençon                    | Béziers-Neussargues-vasútvonal                                                                                      | TER Midi-Pyrénées TER Languedoc-Roussillon                                                                                     |     |
| Gare de Saint-Jean-de-Verges             | Franciaország | Saint-Jean-de-Verges                         | Portet-Saint-Simon–Puigcerdà-vasútvonal                                                                             | TER Midi-Pyrénées |     |
| Gare de Saint-Jory                       | Franciaország | Saint-Jory                                   | Bordeaux–Sète-vasútvonal                                                                                            | TER Midi-Pyrénées |     |
| Gare de Saint-Martin-du-Touch            | Franciaország | Toulouse                                     | Saint-Agne–Auch-vasútvonal                                                                                          | TER Midi-Pyrénées |     |
| Gare de Saint-Martory                    | Franciaország | Saint-Martory                                | Toulouse–Bayonne-vasútvonal                                                                                         | TER Midi-Pyrénées |     |
| Gare de Saint-Rome-de-Cernon             | Franciaország | Saint-Rome-de-Cernon                         | Béziers-Neussargues-vasútvonal                                                                                      | TER Midi-Pyrénées TER Languedoc-Roussillon                                                                                     |     |
| Gare de Saverdun                         | Franciaország | Saverdun                                     | Portet-Saint-Simon–Puigcerdà-vasútvonal                                                                             | Intercités TER Midi-Pyrénées                                                                                                   |     |
| Gare de Tanus                            | Franciaország | Tanus                                        | Castelnaudary–Rodez-vasútvonal                                                                                      | TER Midi-Pyrénées |     |
| Gare de Tarascon-sur-Ariège              | Franciaország | Tarascon-sur-Ariège                          | Portet-Saint-Simon–Puigcerdà-vasútvonal                                                                             | Intercités TER Midi-Pyrénées                                                                                                   |     |
| Gare de Tarbes                           | Franciaország | Tarbes                                       | Toulouse–Bayonne-vasútvonal                                                                                         | TER Aquitaine TGV Intercités TER Midi-Pyrénées                                                                                 |     |
| Gare de Tessonnières                     | Franciaország | Gaillac                                      | Brive-la-Gaillarde–Toulouse-vasútvonal                                                                              | TER Midi-Pyrénées |     |
| Gare de Toulouse-Lalande-Église          | Franciaország | Toulouse                                     | Bordeaux–Sète-vasútvonal                                                                                            | TER Midi-Pyrénées |     |
| Gare de Toulouse-Montaudran              | Franciaország | Toulouse                                     | Bordeaux–Sète-vasútvonal                                                                                            | TER Midi-Pyrénées |     |
| Gare de Toulouse-Route-de-Launaguet      | Franciaország | Toulouse                                     | Bordeaux–Sète-vasútvonal                                                                                            | TER Midi-Pyrénées |     |
| Gare de Toulouse-Saint-Cyprien-Arènes    | Franciaország | Toulouse                                     | Saint-Agne–Auch-vasútvonal                                                                                          | TER Midi-Pyrénées |     |
| Gare de Tournay                          | Franciaország | Tournay                                      | Toulouse–Bayonne-vasútvonal                                                                                         | TER Midi-Pyrénées |     |
| Gare de Turenne                          | Franciaország | Turenne                                      | Brive-la-Gaillarde–Toulouse-vasútvonal                                                                              | TER Auvergne TER Midi-Pyrénées                                                                                                 |     |
| Gare de Valence-d'Agen                   | Franciaország | Valence                                      | Bordeaux–Sète-vasútvonal                                                                                            | TER Midi-Pyrénées |     |
| Gare de Varilhes                         | Franciaország | Varilhes                                     | Portet-Saint-Simon–Puigcerdà-vasútvonal                                                                             | TER Midi-Pyrénées |     |
| Gare de Vayrac                           | Franciaország | Vayrac                                       | Souillac-Viescamp-sous-Jallès-vasútvonal                                                                            | TER Auvergne TER Midi-Pyrénées                                                                                                 |     |
| Gare de Venerque-le-Vernet               | Franciaország | Vernet                                       | Portet-Saint-Simon–Puigcerdà-vasútvonal                                                                             | TER Midi-Pyrénées |     |
| Gare de Vielmur-sur-Agout                | Franciaország | Vielmur-sur-Agout                            | Montauban-Ville-Bourbon-La Crémade-vasútvonal                                                                       | TER Midi-Pyrénées |     |
| Gare de Villefranche-de-Lauragais        | Franciaország | Villefranche-de-Lauragais                    | Bordeaux–Sète-vasútvonal                                                                                            | TER Midi-Pyrénées |     |
| Gare de Villenouvelle                    | Franciaország | Villenouvelle                                | Bordeaux–Sète-vasútvonal                                                                                            | TER Midi-Pyrénées |     |
| Gare des Cabannes                        | Franciaország | Les Cabannes                                 | Portet-Saint-Simon–Puigcerdà-vasútvonal                                                                             | TER Midi-Pyrénées |     |
| Gare des Cauquillous                     | Franciaország | Lavaur                                       | Montauban-Ville-Bourbon-La Crémade-vasútvonal                                                                       | TER Midi-Pyrénées |     |
| Gare des Quatre-Routes                   | Franciaország | Les Quatre-Routes-du-Lot Le Vignon-en-Quercy | Brive-la-Gaillarde–Toulouse-vasútvonal                                                                              | TER Auvergne TER Midi-Pyrénées                                                                                                 |     |
| Gare des Ramassiers                      | Franciaország | Toulouse                                     | Saint-Agne–Auch-vasútvonal                                                                                          | TER Midi-Pyrénées |     |
| Gare du Fauga                            | Franciaország | Le Fauga                                     | Toulouse–Bayonne-vasútvonal                                                                                         | TER Midi-Pyrénées |     |
| Gare du TOEC                             | Franciaország | Toulouse                                     | Saint-Agne–Auch-vasútvonal                                                                                          | TER Midi-Pyrénées ligne C |     |
| Gare du Vernet-d'Ariège                  | Franciaország | Le Vernet                                    | Portet-Saint-Simon–Puigcerdà-vasútvonal                                                                             | TER Midi-Pyrénées |     |
| Gare d’Albi-Madeleine                    | Franciaország | Albi                                         | Castelnaudary–Rodez-vasútvonal                                                                                      | Intercités TER Midi-Pyrénées                                                                                                   |     |
| Gare d’Albias                            | Franciaország | Albias                                       | Orléans–Montauban-vasútvonal                                                                                        | TER Midi-Pyrénées |     |
| Gare d’Assier                            | Franciaország | Assier                                       | Brive-la-Gaillarde–Toulouse-vasútvonal                                                                              | Intercités TER Midi-Pyrénées                                                                                                   |     |
| Gare d’Aubiet                            | Franciaország | Aubiet                                       | Saint-Agne–Auch-vasútvonal                                                                                          | TER Midi-Pyrénées |     |
| Gare d’Auterive                          | Franciaország | Auterive                                     | Portet-Saint-Simon–Puigcerdà-vasútvonal                                                                             | Intercités TER Midi-Pyrénées                                                                                                   |     |
| Gare d’Avignonet                         | Franciaország | Avignonet-Lauragais                          | Bordeaux–Sète-vasútvonal                                                                                            | TER Midi-Pyrénées |     |
| Gare d’Elne                              | Franciaország | Elne                                         | Narbonne–Portbou-vasútvonal                                                                                         | TER Midi-Pyrénées TER Languedoc-Roussillon                                                                                     |     |
| Gare d’Escalquens                        | Franciaország | Escalquens                                   | Bordeaux–Sète-vasútvonal                                                                                            | TER Midi-Pyrénées |     |
| Gare d’Ossun                             | Franciaország | Ossun                                        | Toulouse–Bayonne-vasútvonal                                                                                         | TER Aquitaine TER Midi-Pyrénées                                                                                                |     |
| Halte de Labège-Village                  | Franciaország | Labège                                       | Bordeaux–Sète-vasútvonal                                                                                            | TER Midi-Pyrénées |     |

## Járművek

### Motorvonatok
- SNCF Z 7300 sorozat
- SNCF Z 21500 sorozat
- SNCF X 2100 sorozat
- SNCF X 72500 sorozat
- SNCF X 73500 sorozat
- SNCF B 81500 sorozat ismert még mint BGC B 81500

## Képgaléria

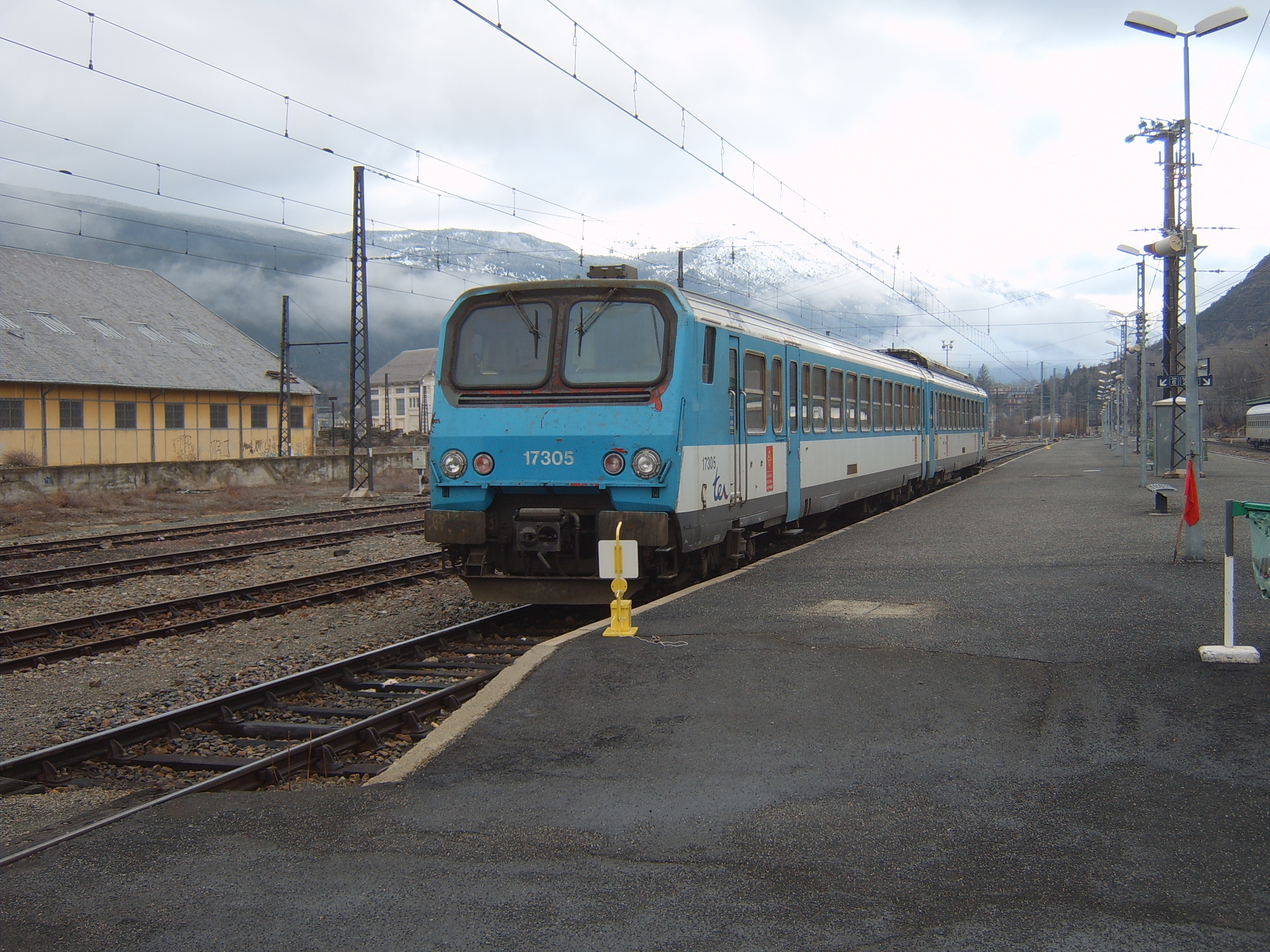
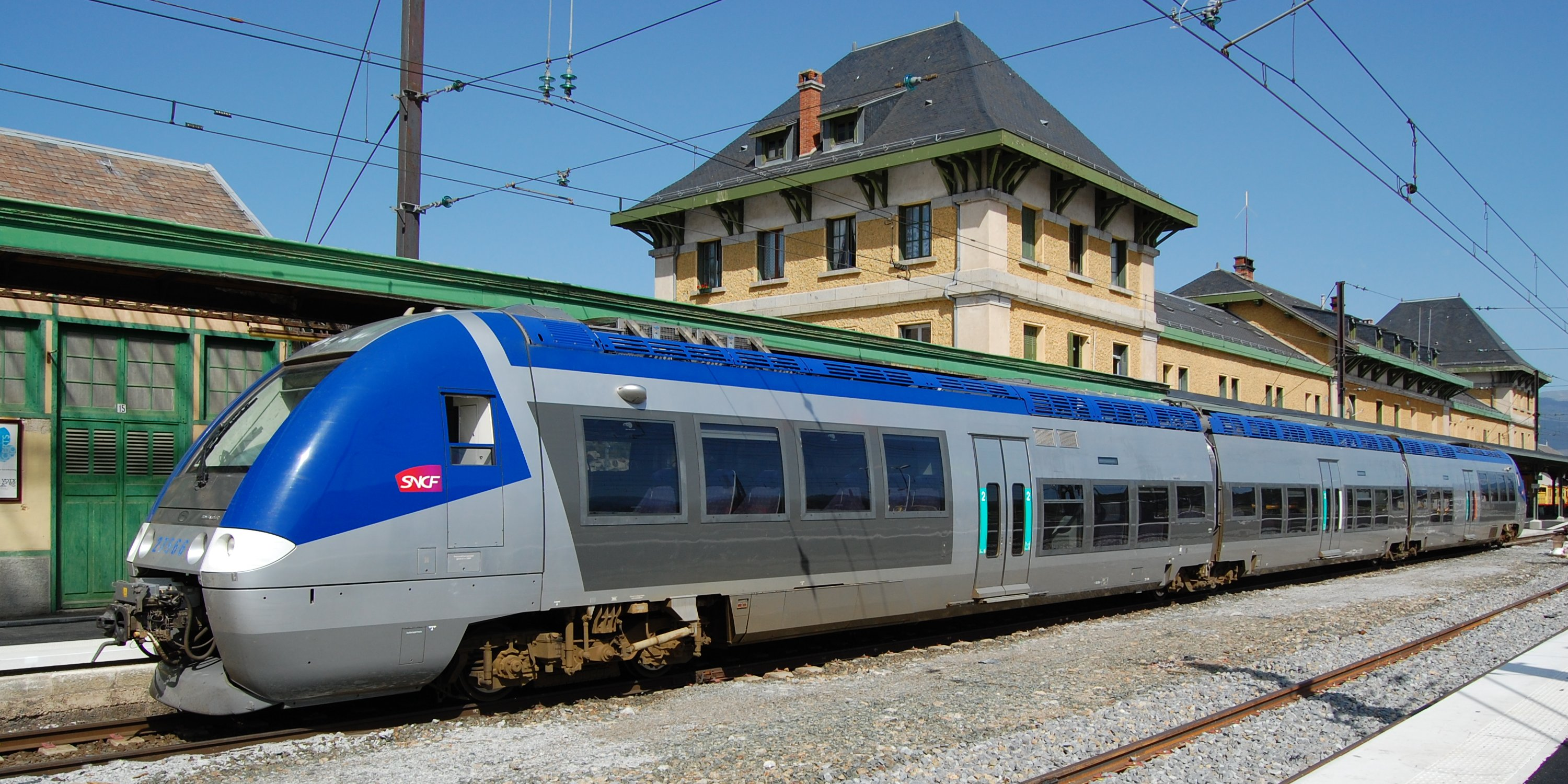
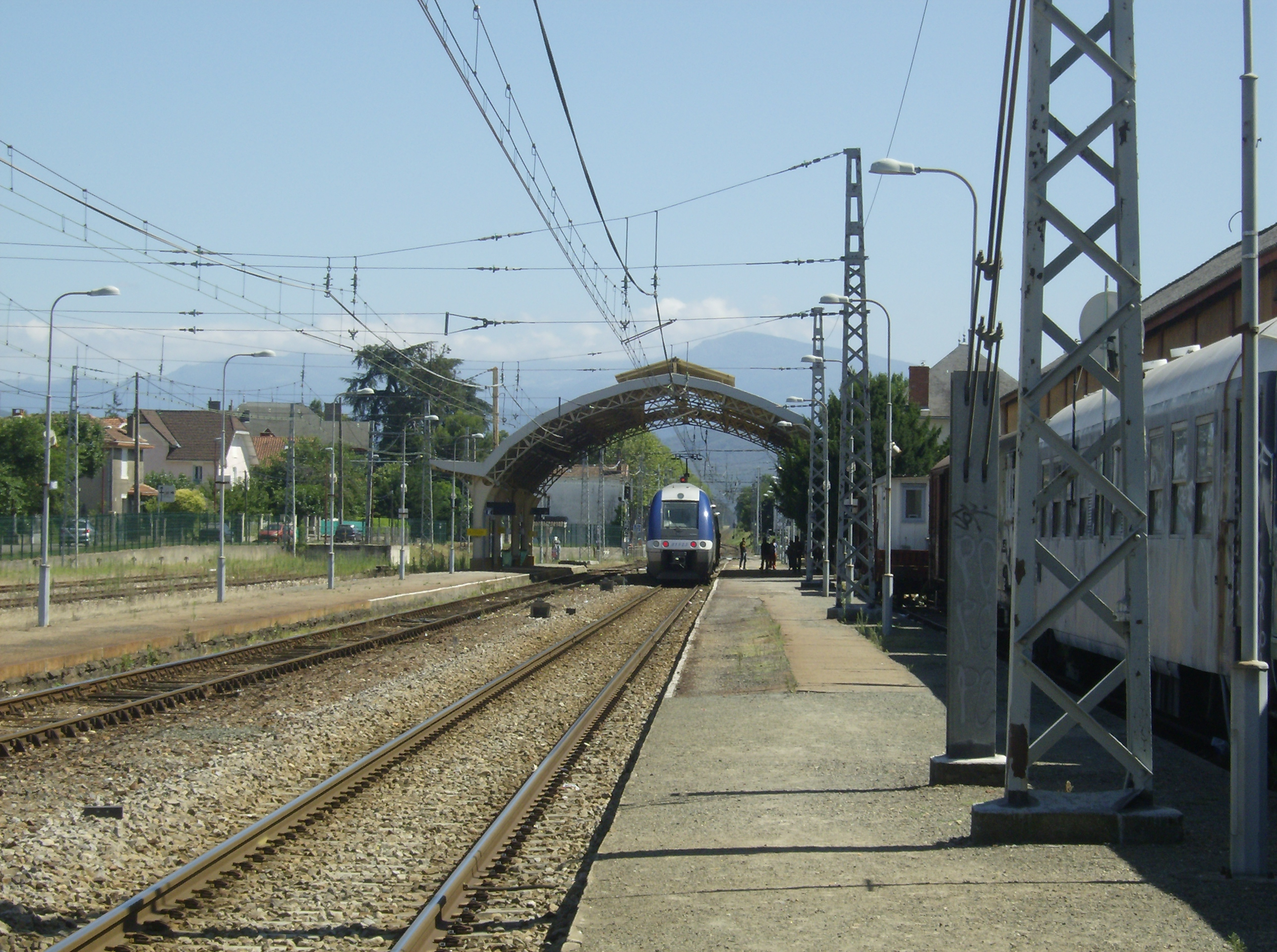
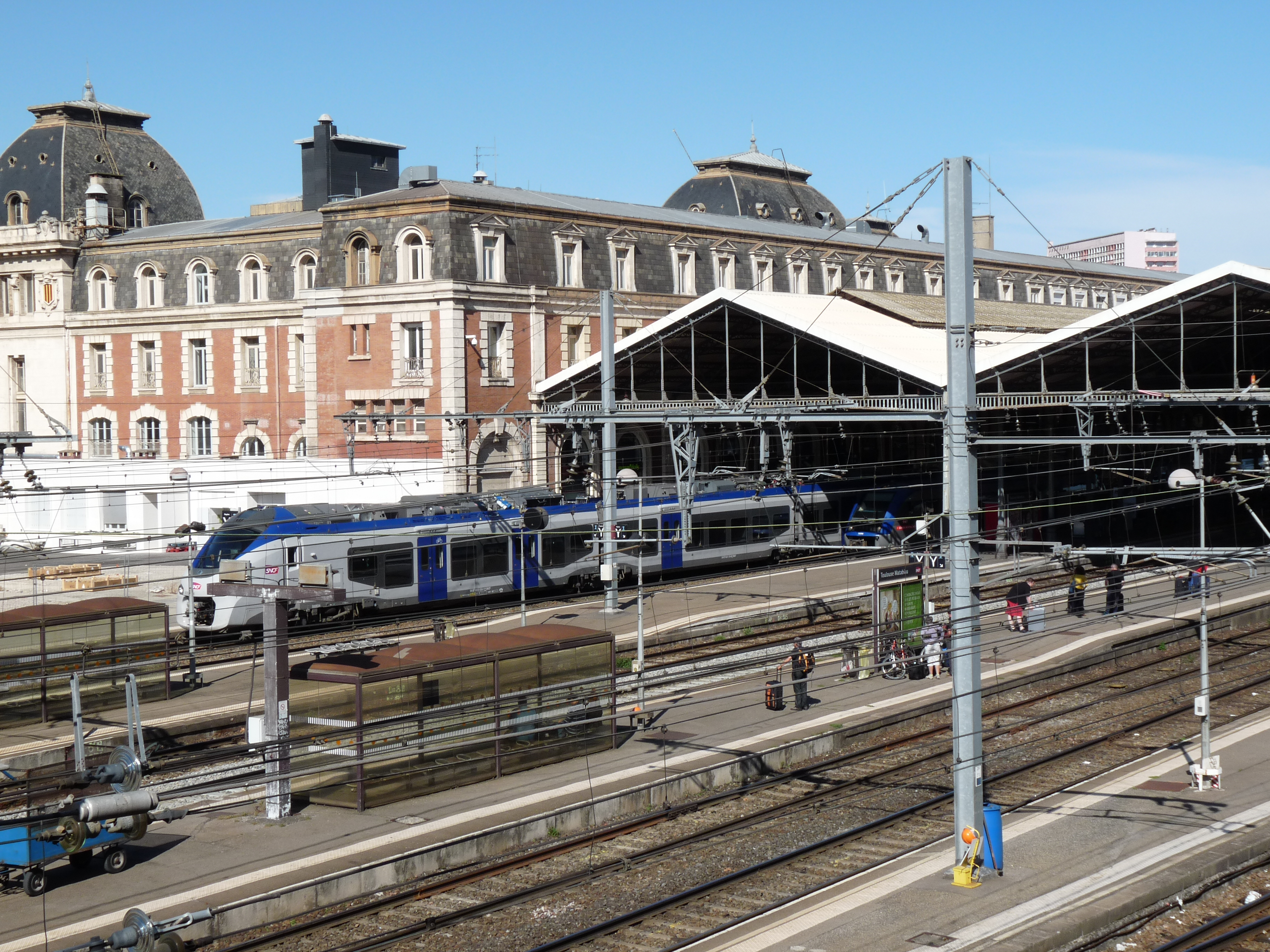
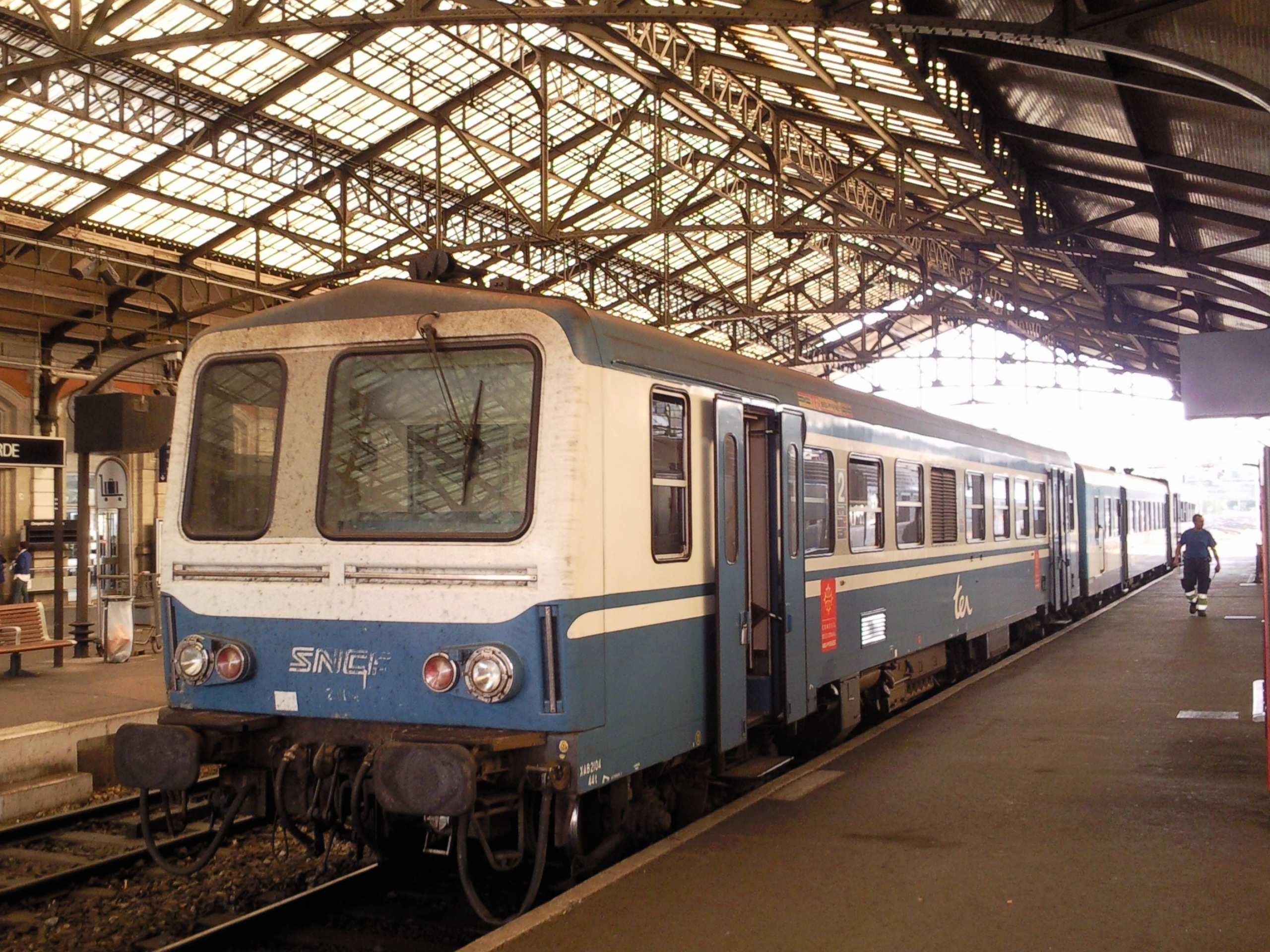
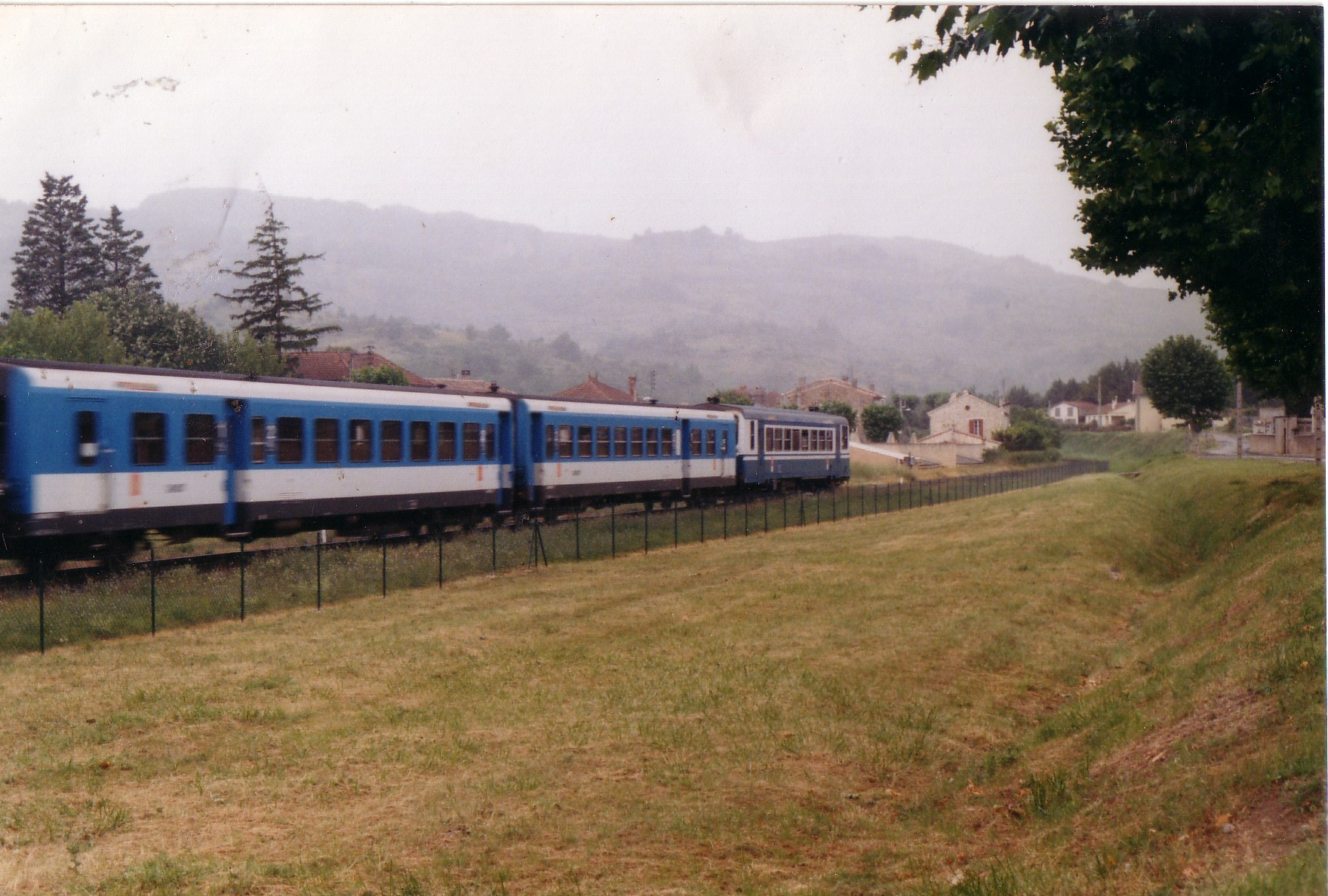

### Mozdonyok
- SNCF BB 7200 sorozat
- SNCF BB 8500 sorozat
- SNCF BB 9300 sorozat
- SNCF BB 67400 sorozat

## Műtárgyak
- Viaduc du Viaur